# Канстаблвил (Њујорк)
Канстаблвил (енгл. Constableville) град је у америчкој савезној држави Њујорк.

## Демографија
По попису из 2010. године број становника је 242, што је 63 (-20,7%) становника мање него 2000. године.
| Група             | 2000.       | 2010.       |
| Белци             | 304 (99,7%) | 238 (98,3%) |
| Афроамериканци    | 0 (0,0%)    | 0 (0,0%)    |
| Азијати           | 0 (0,0%)    | 0 (0,0%)    |
| Хиспаноамериканци | 1 (0,3%)    | 1 (0,4%)    |
| Укупно            | 305         | 242         |